# 胡简敬
胡简敬（1631年—1695年），字又弓，江南淮安府沭阳县人。
顺治八年（1651年）举人，顺治十二年（1655年）乙未科进士。历任翰林院庶吉士、国子监司业、吏部侍郎、翰林院侍读学士、内阁学士兼礼部侍郎。康熙十二年，与沭阳知县张奇抱合力重修《沭阳县志》，历时10个月县志杀青。康熙二十九年因故被革职治罪，发配河南汝阳。
胡简敬勤于笔耕，诗文俱佳，著作有《二十一史通论》《太极图说》《朱陆异同赋》《题覆赎鑀疏》《南征纪盛诗》《长白山赋》等6种，另有大量诗词散文。